# Gustav Stierle
Gustav Reinhold Stierle (* 26. März 1888 in Ebingen; † 29. Mai 1939 in Künzelsau) war ein württembergischer Oberamtmann und Landrat.

## Leben und Werk
Der evangelische Sohn eines Kürschnermeisters studierte von 1907 bis 1919 Rechtswissenschaften an den Universitäten Tübingen und Freiburg. Er war seit 1907 Mitglied der Studentenverbindung Landsmannschaft Ghibellinia Tübingen. 1919 und 1922 legte er die höheren Justizdienstprüfungen ab. 
1922 trat er in die württembergische Innenverwaltung und erhielt eine Stelle als Amtmann beim Oberamt Weinsberg. Tatsächlich eingesetzt war er aber beim Oberamt Urach, zuletzt als Amtsverweser. Vom 6. August 1925 bis 24. Juli 1926 wurde er beurlaubt, um in Pfullingen als Stadtschultheißenverweser tätig zu werden. 1926 wurde er dort zum Stadtschultheiß gewählt, die Wahl wurde aber annulliert, und zu einer Neuwahl trat Gustav Stierle nicht mehr an. Nach kurzzeitigen Verwendungen beim Oberamt Ludwigsburg und beim Oberamt Ulm wurde er 1929 im Landesgewerbeamt zum Regierungsrat befördert. Zwischen 1930 und 1933 wurde er an mehreren Dienststellen eingesetzt, zuletzt als Amtsverweser beim Oberamt Ulm. Ab 1933 leitete er mit der Dienstbezeichnung Landrat das Oberamt Kirchheim und von 1936 bis 1939 das Oberamt Künzelsau.
Seit 1933 war er Mitglied der NSDAP.